# Rubus pascuus
Rubus pascuus är en rosväxtart som beskrevs av Liberty Hyde Bailey. Rubus pascuus ingår i släktet rubusar, och familjen rosväxter. Inga underarter finns listade i Catalogue of Life.